# 章康新区
章康新区是江西省赣州市为配合中共中央关于支持赣南等原中央苏区振兴而设置的新区。

## 管理机构
章康新区党工委、管委会